# Condado de Dufferin

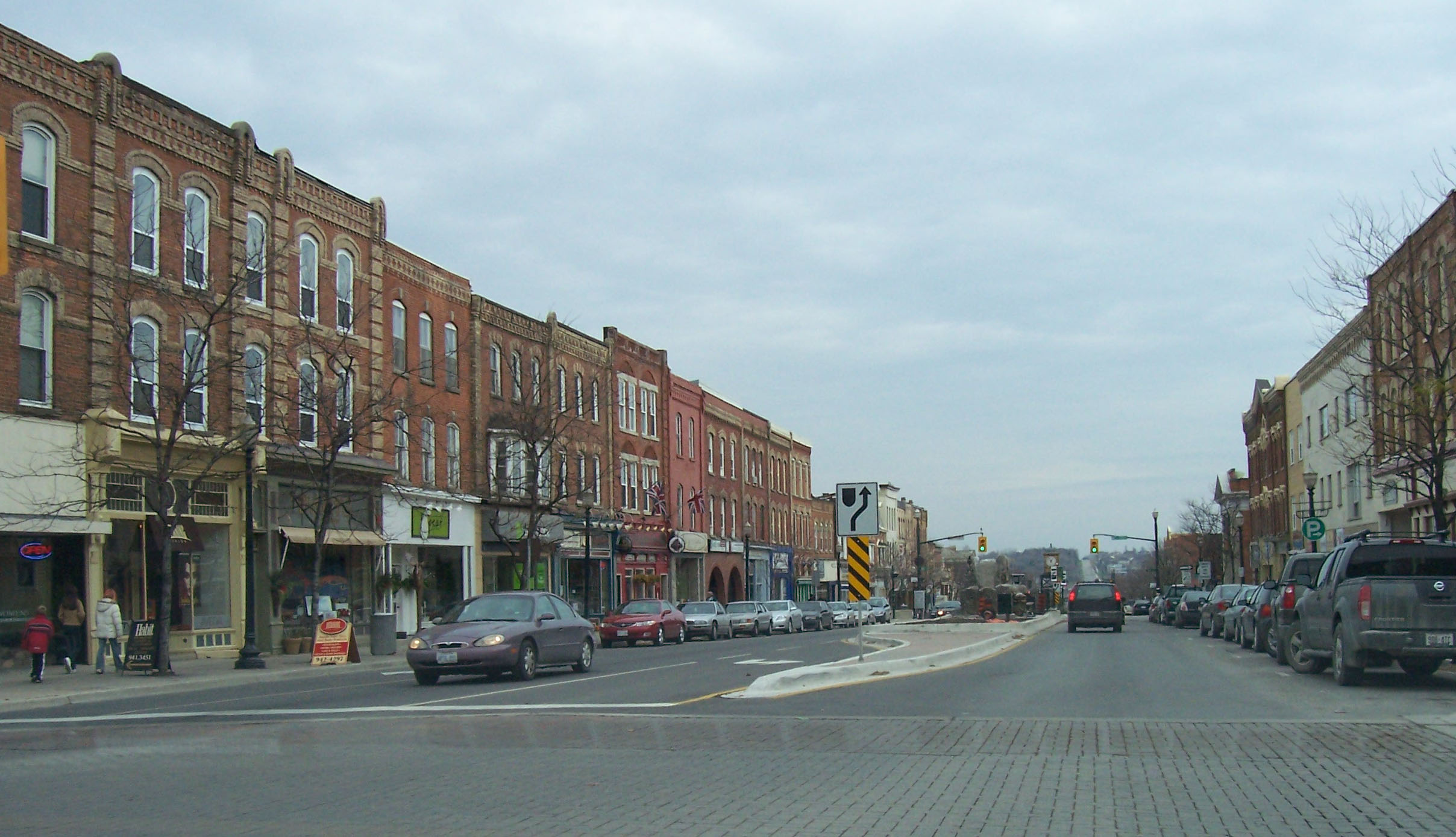
Centro de Orangeville em 2006

O Condado de Dufferin é um condado da província canadense de Ontário. Sua capital é Orangeville.